# Vilhelm Jacobowsky
Carl Ulf Vilhelm Jacobowsky, född 23 april 1896 i Uddevalla, död 17 december 1986, var en svensk bibliotekarie och biografisk författare. Han var bror till läkaren Bernhard Jacobowsky (född 1893). Deras föräldrar var direktör Efraim Jacobowsky och Rosa Simkowsky. Han gifte sig 1939 med Agda Sandberg (1907-1975).
C. Vilhelm Jacobowsky tog studentexamen i Göteborg 1915 och filosofie kandidatexamen 1920 vid Uppsala universitet, där han också blev filosofie licentiat 1925 och filosofie doktor 1932 på en avhandling som utgjorde en biografi över Johan Gabriel Sparwenfeld (1655–1727), som sammanställde ordböcker för turkiska och ryska.
Han var tillförordnad länsbibliotekarie i Östersund 1932-1938 och därefter landsbibliotekarie i Skara fram till pensioneringen 1961. Vid sidan av sin akademiska gärning och bibliotekskarriär, var han en produktiv författare och medverkade i Svensk uppslagsbok (1928-1930) och senare i Svenska män och kvinnor (med signaturen C.V.J.).
Hans samling av judaica, böcker om judar och judendomen, om 13.000 volymer ingår sedan 1966 i Uppsala universitetsbibliotek.